# Ансеров, Николай Иванович
Николай Иванович Ансеров (29 декабря 1893 (10 января 1894) — 5 июля 1944) — советский антрополог и анатом, доктор медицинских наук. Ученик К. З. Яцуты.

## Биография
Родился 29 декабря 1893 года (10 января 1894) в селе Котельники Московского уезда. В 1916 году окончил Медицинский факультет Московского университета. В 1918—1923 годы преподавал на кафедре нормальной анатомии Медицинского факультета Донского университета. В 1922 году защитил докторскую диссертацию. В 1923—1926 годах — заведующий кафедрой Пермского университета, в 1927—1936 годах — заведующий кафедрой Азербайджанского университета, в 1937—1941 годах — заведующий кафедрой нормальной анатомии 3-го Московского медицинского института. В 1941—1944 годах возглавлял кафедру анатомии Объединённого медицинского института в Москве.
Автор работ, посвященных изучению кровоснабжения скелета человека. Провёл антропологическое обследование населения Азербайджана.
Умер в 1944 году. Похоронен на Пятницком кладбище.

## Сочинения
- Некоторые анатомические особенности пищевода у детей, Клин. мед., т. 3, № 10, с. 293, 1925;
- О росте кишечника человека по возрастам, Журн. по изуч. ран. дет. возр., т. 3, № з, с. 211, 1925;
- Артерии длинных костей, в кн.: Анат. и гистоструктурные особен, дет. возраста, под ред. Э. Ю. Шурпе, с. 5, М., 1936;
- Артериальная система скелета человека, М., 1939.